# Donato di Montevergine
Donato (Salerno, ... – Montevergine, 1219) fu un abate dell'abbazia di Montevergine. È venerato come santo dalla Chiesa cattolica.

## Biografia
Per le sue grandi capacità si guadagnò la stima di Federico II, il quale elargì innumerevoli favori all'Abbazia. Divenne Superiore Generale della Congregazione Verginiana, fondata da san Guglielmo da Vercelli, e amministratore dei beni feudali di Montevergine. 

## Culto
Morì nel 1219 e fu seppellito nella sua città natale. Viene commemorato il 13 novembre assieme ad altri abati di Montevergine, Berardo, Marco e Pascasio, e al monaco Giodaco: le notizie su costoro però, sono purtroppo poche e incerte. 
A Salerno fu commemorata la sua memoria fino alla soppressione della stessa, nel 1836, mentre curiosamente nell'Abbazia la sua memoria non fu mai celebrata, poiché non v'era il corpo.